# Bezprzewodowa sieć rozległa
Bezprzewodowa sieć rozległa (ang. wireless wide area network, WWAN) – forma sieci bezprzewodowej, która pokrywa duży obszar, wyraźnie większy od obszaru obsługiwanego przez lokalną sieć bezprzewodową (WLAN). Poza powyższym wyróżnikiem (rozmiar sieci) zastosowania sieci WWAN są podobne do zastosowań sieci WLAN: usługi telekomunikacyjne (rozmowy telefoniczne, czy i strumieniowego przesyłania wideo), dostęp do sieci Internet oraz, zyskujące na znaczeniu, usługi internetu rzeczy (m.in. zbieranie danych z sensorów bezprzewodowych itd.).
W realizacji sieci WWAN często stosuje się techniki sieci komórkowych: sieci GSM, UMTS, LTE, WiMAX (często nazywana bezprzewodową siecią metropolitalną lub WMAN), CDMA2000 to są sieci WWAN. Usługi oparte na sieciach WWAN są oferowane na poziomie regionalnym, ogólnokrajowym, a nawet globalnym i są dostarczane przez dostawcę usług bezprzewodowych.
Sieć WWAN może być także siecią zamkniętą, która obejmuje duży obszar geograficzny. Na przykład sieć kratowa lub MANET (ang. mobile ad-hoc network) z węzłami na budynkach, wieżach, ciężarówkach i samolotach może być również uważana za sieć WWAN.
Sieć WWAN może być również bezprzewodową siecią WAN o małej mocy, o niskiej przepływności (ang. low-power wide area network, LPWAN), przeznaczoną do przenoszenia małych ilości danych między urządzeniami, często w postaci czujników zasilanych bateryjnie.
Ponieważ systemy komunikacji radiowej nie zapewniają fizycznie bezpiecznej ścieżki połączenia, sieci WWAN zazwyczaj zawierają metody szyfrowania i uwierzytelniania, aby zwiększyć ich bezpieczeństwo.